# La Plana (Aviá)
La Plana es una localidad perteneciente al municipio de Aviá, en la provincia de Barcelona, España.